# آلنکا دوشان
آلنکا دوشان (انگلیسی: Alenka Dovžan؛ زادهٔ ۱۱ فوریهٔ ۱۹۷۶) اسکی‌باز آلپاین اهل اسلوونی است.